# Laval-sur-Vologne
Laval-sur-Vologne is een gemeente in het Franse departement Vosges (regio Grand Est) en telt 609 inwoners (1999). De plaats maakt deel uit van het arrondissement Épinal.

## Geografie
De oppervlakte van Laval-sur-Vologne bedraagt 3,6 km², de bevolkingsdichtheid is 169,2 inwoners per km².
De onderstaande kaart toont de ligging van Laval-sur-Vologne met de belangrijkste infrastructuur en aangrenzende gemeenten.

## Demografie
Onderstaande figuur toont het verloop van het inwonertal (bron: INSEE-tellingen).